# Società Polisportiva Ars et Labor 1959-1960
Questa voce raccoglie le informazioni riguardanti la Società Polisportiva Ars et Labor  nelle competizioni ufficiali della stagione 1959-1960.

## Stagione
La stagione 1959-1960 a livello di risultati è l'annata più esaltante della storia spallina, terminata con il quinto posto in Serie A.
Paolo Mazza, come spesso in passato, acquista giocatori sconosciuti o finiti nel dimenticatoio, seppur dotati di grandi qualità. Uno su tutti Oscar Massei, destinato a diventare capitano e uomo simbolo della SPAL per circa un decennio. Il giocatore argentino, centravanti del Rosario Central, arrivò in Italia con l'Inter e mise subito in evidenza le sue doti di realizzatore e di calciatore dotato di grande classe. Un grave infortunio al ginocchio ne compromise la carriera, ripartita in sordina da Trieste e poi a Ferrara. Trasformato in centrocampista, tornò ai suoi eccelsi livelli e sarà per i biancazzurri ciò che Rivera, Mazzola e Bulgarelli saranno per Milan, Inter e Bologna. 

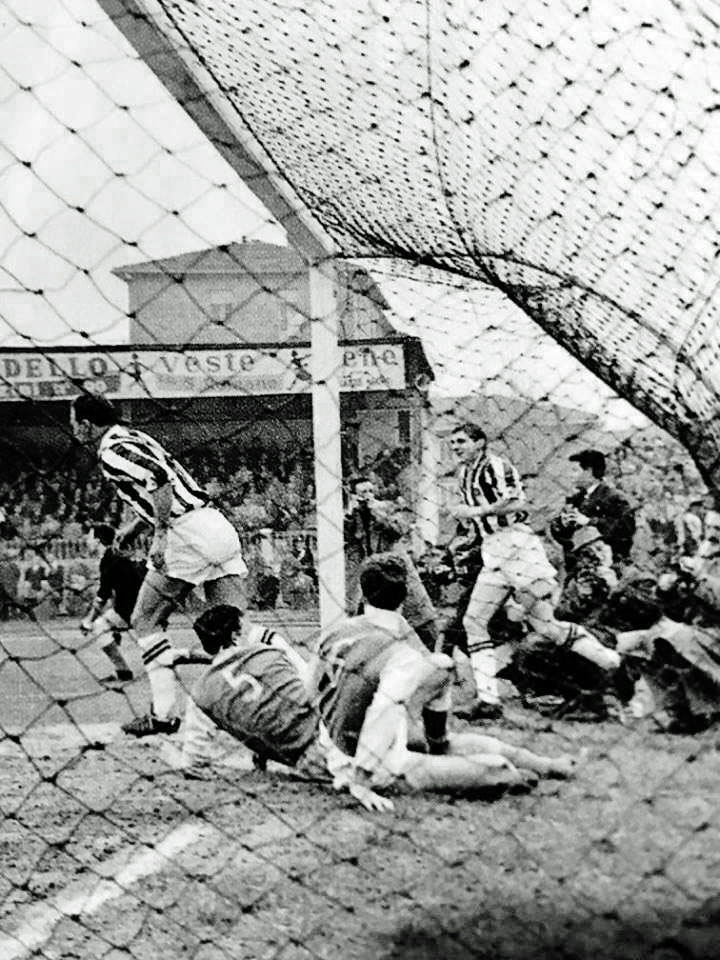
I centromediani spallini Catalani e Balloni non riescono a evitare il gol dello juventino Charles nella sfida interna del 21 febbraio 1960.

In questa stagione viene lanciato dal club biancazzurro anche il grande Armando Picchi, in seguito per anni capitano dell'Inter e della Nazionale, il terzino Gianfranco Bozzao ribattezzato "il tigre" dai tifosi, i mediani "Pampurio" Dante Micheli e Costanzo Balleri, la punta ferrarese "Gianon" Gianni Corelli, le ali Carlo Novelli ed Egidio Morbello (miglior marcatore stagionale biancazzurro con 12 reti in campionato e 2 in Coppa Italia). 
Per questa straordinaria SPAL anche una parentesi internazionale in Coppa dell'Amicizia italo-francese, incontrando il Le Havre e vincendo 3-1 a Ferrara e 3-2 in Francia.

## Rosa
| N. |                   | Ruolo | Calciatore        |
| -- | ----------------- | ----- | ----------------- |
|    | Italia (bandiera) | P     | Natale Nobili     |
|    | Italia (bandiera) | P     | Lidio Maietti     |
|    | Italia (bandiera) | D     | Gianfranco Bozzao |
|    | Italia (bandiera) | D     | Costanzo Balleri  |
|    | Italia (bandiera) | D     | Armando Picchi    |
|    | Italia (bandiera) | D     | Enrico Cecchi     |
|    | Italia (bandiera) | D     | Manlio Muccini    |
|    | Italia (bandiera) | D     | Gaudenzio Trentin |
|    | Italia (bandiera) | C     | Dante Micheli     |
|    | Italia (bandiera) | C     | Gianfranco Ganzer |

| N. |                      | Ruolo | Calciatore        |
| -- | -------------------- | ----- | ----------------- |
|    | Italia (bandiera)    | C     | Giuseppe Catalani |
|    | Italia (bandiera)    | C     | Valeriano Balloni |
|    | Argentina (bandiera) | C     | Oscar Massei      |
|    | Italia (bandiera)    | C     | Egisto Pandolfini |
|    | Italia (bandiera)    | A     | Gianni Corelli    |
|    | Italia (bandiera)    | A     | Egidio Morbello   |
|    | Italia (bandiera)    | A     | Carlo Novelli     |
|    | Italia (bandiera)    | A     | Guerrino Rossi    |
|    | Italia (bandiera)    | A     | Romano Bagatti    |
|    | Italia (bandiera)    | A     | Carlo Facchin     |

## Risultati

### Serie A

#### Girone di andata
| Arbitro: | Famulari (Messina) |

|  |           |                             |
|  | Marcatori | 61’, 62’ Rossi 68’ Morbello |

| Arbitro: | Annoscia (Bari) |

|                |           |             |
| Rossi 55’, 79’ | Marcatori | 39’ Savoini |

| Arbitro: | Adami (Roma) |

|                                          |           |           |
| Sivori 12’ Ganzer 21’ (aut.) Charles 41’ | Marcatori | 51’ Rossi |

| Arbitro: | Campanati (Milano) |

|                          |           |               |
| Novelli I 7’ Corelli 83’ | Marcatori | 62’ Fontanesi |

| Arbitro: | Righetti (Torino) |

|              |           |            |
| Malavasi 72’ | Marcatori | 86’ Picchi |

| Ferrara 25 ottobre 1959 6ª giornata | SPAL             | 0 – 0 | Bologna | Stadio Comunale\| Arbitro: \| Jonni (Macerata) \| |
| Arbitro:                            | Jonni (Macerata) |       |         |                                                   |

| Arbitro: | Bonetto (Torino) |

|               |           |             |
| Selmosson 15’ | Marcatori | 52’ Corelli |

| Arbitro: | Leita (Udine) |

|                 |           |            |
| Bolchi 64’, 90’ | Marcatori | 84’ Massei |

| Ferrara 22 novembre 1959 9ª giornata | SPAL                  | 0 – 0 | Alessandria | Stadio Comunale\| Arbitro: \| De Marchi (Pordenone) \| |
| Arbitro:                             | De Marchi (Pordenone) |       |             |                                                        |

| Arbitro: | Moriconi (Roma) |

|             |           |               |
| Morbello 5’ | Marcatori | 56’ Brighenti |

| Arbitro: | Bonetto (Torino) |

|  |           |                            |
|  | Marcatori | Novelli I 56’ Morbello 70’ |

| Arbitro: | Righetti (Torino) |

|            |           |           |
| Massei 64’ | Marcatori | 53’ Tozzi |

| Arbitro: | Jonni (Macerata) |

|              |           |  |
| Morbello 87’ | Marcatori |  |

| Arbitro: | Marchese (Napoli) |

|  |           |            |
|  | Marcatori | 85’ Massei |

| Arbitro: | Genel (Trieste) |

|            |           |  |
| Massei 75’ | Marcatori |  |

| Arbitro: | Bonetto (Torino) |

|  |           |                                       |
|  | Marcatori | 19’, 54’ Altafini 80’ (rig.) Liedholm |

| Bari 31 gennaio 1960 17ª giornata | Bari               | 0 – 0 | SPAL | Stadio della Vittoria\| Arbitro: \| Campanati (Milano) \| |
| Arbitro:                          | Campanati (Milano) |       |      |                                                           |

#### Girone di ritorno
| Arbitro: | Ferrari (Milano) |

|                                 |           |                             |
| Morbello 37’ (rig.), 55’ (rig.) | Marcatori | 22’ Del Vecchio 50’ Vinicio |

| Arbitro: | Sbardella (Roma) |

|                                       |           |            |
| Cappellaro 2’, 85’ (rig.) Bonafin 55’ | Marcatori | 60’ Massei |

| Arbitro: | Marchese (Napoli) |

|                           |           |                                                   |
| Rossi 14’, 57’ Massei 87’ | Marcatori | 2’, 48’, 65’ Charles 19’ Sivori 26’, 72’ Leoncini |

| Arbitro: | Angelini (Firenze) |

|                             |           |                                |
| Milan 52’ Pentrlli 62’, 76’ | Marcatori | 18’ Ganzer 89’ (rig.) Morbello |

| Arbitro: | Bonetto (Torino) |

|                     |           |  |
| Morbello 57’ (rig.) | Marcatori |  |

| Arbitro: | Babini (Ravenna) |

|                         |           |                                  |
| Pivatelli 53’ Renna 63’ | Marcatori | 6’ Morbello 18’ Massei 90’ Rossi |

| Arbitro: | Genel (Trieste) |

|                          |           |               |
| Morbello 11’ Corelli 33’ | Marcatori | 84’ Selmosson |

| Ferrara 3 aprile 1960 25ª giornata | SPAL             | 0 – 0 | Inter | Stadio Comunale\| Arbitro: \| Sbardella (Roma) \| |
| Arbitro:                           | Sbardella (Roma) |       |       |                                                   |

| Arbitro: | Lo Bello (Siracusa) |

|  |           |              |
|  | Marcatori | 53’ Morbello |

| Arbitro: | Butti (Como) |

|                        |           |  |
| Brighenti 1’ Cosma 24’ | Marcatori |  |

| Arbitro: | Righetti (Torino) |

|            |           |            |
| Massei 19’ | Marcatori | 42’ Toschi |

| Arbitro: | Genel (Trieste) |

|                               |           |            |
| Rozzoni 19’, 51’ Visentin 24’ | Marcatori | 64’ Massei |

| Arbitro: | Leita (Udine) |

|                                            |           |               |
| Gratton 25’ Hamrin 51’ (rig.) Montuori 88’ | Marcatori | 31’ Novelli I |

| Ferrara 15 maggio 1960 31ª giornata | SPAL                         | 0 – 0 | Genoa | Stadio Comunale\| Arbitro: \| De Robbio (Torre Annunziata) \| |
| Arbitro:                            | De Robbio (Torre Annunziata) |       |       |                                                               |

| Arbitro: | Di Tonno (Lecce) |

|                     |           |                                   |
| Nova 35’ Ronzon 77’ | Marcatori | 18’ (aut.) Gustavsson 23’ Bagatti |

| Arbitro: | Samani (Trieste) |

|                              |           |               |
| Altafini 22’ Danova 37’, 60’ | Marcatori | 10’ Novelli I |

| Arbitro: | Parisi (Messina) |

|                                     |           |              |
| Corelli 8’ Morbello 37’ Micheli 81’ | Marcatori | 27’ Buglioni |

### Coppa Italia
| Arbitro: | Adami (Roma) |

|                   |           |                                                 |
| Azzali 20’ (rig.) | Marcatori | 12’ Morbello 25’, 87’ Massei 27’, 81’ Novelli I |

| Arbitro: | Gambarotta (Genova) |

|               |           |  |
| Novelli I 20’ | Marcatori |  |

| Arbitro: | Liverani (Torino) |

|                           |           |              |
| Pochissimo 59’ Medeot 65’ | Marcatori | 77’ Morbello |